# Dendrobium numaldeorii
Dendrobium numaldeorii là một loài thực vật có hoa trong họ Lan. Loài này được C.Deori, Hynn. & Phukan mô tả khoa học đầu tiên năm 2004.